# Анютино (Сумская область)
Анютино (укр. Анютине) — село, Духановский сельский совет, Конотопский район, Сумская область, Украина.
Код КОАТУУ — 5922083002. Население по переписи 2001 года составляло 157 человек.

## Географическое положение
Село Анютино находится на левом берегу реки Езуч, выше по течению на расстоянии в 2,5 км расположено село Гвинтовое, ниже по течению на расстоянии в 4,5 км расположено село Кросна. На расстоянии в 4 км проходит железная дорога, станция Путейская.